# Святі і грішники
Святі і грішники (англ. Saints and Sinners) — американський драматичний німий фільм 1916 року режисера Джеймса Кірквуда-старшого за сценарієм Х'ю Форда та Генрі Артура Джонса. У фільмі знімались Естар Бенкс, Хел Форде, Кларенс Гендісайд, Пеггі Хайланд, Вільям Лампе та Горацій Ньюман.
Фільм випушений у прокат 25 травня 1916 року кінокомпанією Paramount Pictures.

## Сюжет
Чоловік на ім'я Джордж любить дочку проповідників, але вона, схоже, не любить його у відповідь. Вона влаштовує скандал батькові, проводячи час з чоловіком з поганою репутацією. Зрештою героям фільму доводиться стикатися з епідемією скарлатини. Різні герої (включаючи проповідника) спокутуються, і Джордж в кінцевому підсумку одружується на дівчині, яка йому сподобалася.

## У ролях
- Естар Бенкс у ролі Лідії
- Хал Форде у ролі капітана Феншоу
- Кларенс Гендісайд у ролі Хоггарда
- Пеггі Хайланд у ролі Летті Флетчер
- Вільям Лампе у ролі Джорджа Кінгсмілла
- Горацій Ньюман у ролі Пітера Грінакре
- Альберт Таверньє у ролі Джейкоба Флетчера